# 盐池禁墙
盐池禁墙，位于山西省运城市盐湖区东郭镇磨河村至平陆县张店镇坪头铺南界的中条山北麓，是全国重点文物保护单位之一。

## 沿革
河东盐池的禁墙是中国产盐区中唯一保留至今的禁墙。禁墙也叫禁垣，明朝开始陆续修建完善。成化十二年，御史陈鼎复加修筑。成化二十一年，开东门育宝门（现位于安邑办事处向阳村）、西门成宝门（现位于解州办事处十里铺村）、中门祐宝门（中部，池神庙一带已毁只有纪念碑），皆在盐池北侧。正德十二年（1517年），御史熊兰继续主持修建，增强禁墙厚度与隍堑深度。清朝年间，设置更为严格的禁私体系。雍正十年（1732年），在运城设立运城营。乾隆年间，设置弓箭手、设商巡、总巡等。清朝末年开始衰败。民国初期，由于长期晋系军阀混战，运城盐池的禁墙维护得不到重视。中华人民共和国初期，禁墙只剩下残垣断壁。

## 保护
2004年6月10日，虞坂古盐道与盐池禁墙合并列为第四批山西省文物保护单位。
2013年3月，盐池禁墙与池神庙公布为第七批全国重点文物保护单位，虞坂古盐道单独列为第七批全国重点文物保护单位。

## 相关
- 虞坂古盐道